# Phytomyza clematisi
Phytomyza clematisi este o specie de muște din genul Phytomyza, familia Agromyzidae, descrisă de Spencer în anul 1964.
Este endemică în Etiopia. Conform Catalogue of Life specia Phytomyza clematisi nu are subspecii cunoscute.